# زهير عواد
زهير عواد (ولد في 7 أبريل 1989) هو عداء مسافات طويلة بحريني. تنافس في دورة الألعاب الأولمبية الصيفية 2016 في سباق الرجال 5000 متر ولكن لم ينهي السباق.

## روابط خارجية
- زهير عواد على موقع الاتحاد الدولي لألعاب القوى (الإنجليزية)
- زهير عواد على موقع أوليمبيديا (الإنجليزية)